# Mrákotín (Chrudimi járás)
Mrákotín település Csehországban, a Chrudimi járásban. Mrákotín Raná, Prosetín, Skuteč, Holetín és Tisovec településekkel határos. Lakosainak száma 337 fő (2024. január 1.).

## Népesség
A település lakosságának változását az alábbi diagram mutatja:
| Lakosok száma | 461  | 460  | 511  | 453  | 411  | 354  | 356  | 346  | 341  | 337  |
|               | 1869 | 1890 | 1921 | 1950 | 1980 | 2001 | 2017 | 2019 | 2022 | 2024 |